# DHB-Pokal 2011/12
Die Handballspiele um den DHB-Pokal 2011/12 der Männer fanden zwischen August 2011 und Mai 2012 statt. Die Endrunde, das Final Four, wurde am 5. und 6. Mai 2012 in der O2 World in Hamburg ausgespielt. Titelverteidiger war der THW Kiel.
Als Spieltermine wurden für die 1. Runde der 27./28. August 2011, für die 2. Runde der 21. September 2011 und für die 3. Runde der 26. Oktober 2011 festgelegt. Das Achtelfinale fand am 14. Dezember 2011, das Viertelfinale am 29. Februar 2012 und das Final Four am 5./6. Mai 2012 statt.
In der 1. und 2. Pokalmeisterschaftsrunde wurden die Vereine nach geographischen Gesichtspunkten in zwei Gruppen eingeteilt.
In den Runden bis zum Viertelfinale hatten immer Spielklassentiefere das Heimrecht gegenüber Spielklassehöheren.

## Hauptrunden

### 1. Runde
Die Auslosung der 1. Runde fand am 5. Juli 2011 statt.
In der 1. Runde nahmen keine Mannschaften aus der 1. Bundesliga teil.

#### Nord
Die Spiele der 1. Runde Nord fanden vom 26. bis 28. August 2011 statt. Der Gewinner jeder Partie zog in die 2. Runde des DHB-Pokals 2012 ein.
| Heimmannschaft          | Liga | Endergebnis       | Liga | Gastmannschaft      | Datum & Zeit            |
| ----------------------- | ---- | ----------------- | ---- | ------------------- | ----------------------- |
| HSG Varel               | 3L   | 19 : 30 (06 : 16) | 2L   | TUSEM Essen         | 26.08.11, Fr. 20:00 Uhr |
| SG Hamburg-Nord         | OL   | 31 : 40 (15 : 20) | 3L   | SV Beckdorf         | 27.08.11, Sa. 16:00 Uhr |
| HSG Gütersloh           | OL   | 30 : 27 (15 : 15) | 3L   | TuS Spenge          | 27.08.11, Sa. 16:00 Uhr |
| HSV Peenetal Loitz      | OL   | 22 : 26 (10 : 12) | 3L   | Wilhelmshavener HV  | 27.08.11, Sa. 17:00 Uhr |
| SG Lok Schönebeck       | 5L   | 24 : 48 (13 : 25) | 3L   | HSG Tarp-Wanderup   | 27.08.11, Sa. 17:30 Uhr |
| HC Einheit Halle        | OL   | 21 : 36 (09 : 18) | 2L   | VfL Bad Schwartau   | 27.08.11, Sa. 18:00 Uhr |
| HF Springe              | 3L   | 27 : 29 (14 : 15) | 2L   | HSG Nordhorn-Lingen | 27.08.11, Sa. 18:00 Uhr |
| SV Henstedt-Ulzburg     | 3L   | 30 : 31 (17 : 13) | 2L   | HC Empor Rostock    | 27.08.11, Sa. 18:00 Uhr |
| Oranienburger HC        | 3L   | 28 : 25 (14 : 15) | 2L   | ASV Hamm-Westfalen  | 27.08.11, Sa. 18:00 Uhr |
| SG TMBW Berlin          | OL   | 25 : 34 (09 : 13) | 3L   | VfL Fredenbeck      | 27.08.11, Sa. 18:00 Uhr |
| TSG Altenhagen-Heepen   | 3L   | 31 : 36 (16 : 20) | 3L   | Füchse Berlin II    | 27.08.11, Sa. 19:00 Uhr |
| HSG Heidmark            | 5L   | 22 : 37 (10 : 22) | 3L   | TV Jahn Duderstadt  | 27.08.11, Sa. 19:00 Uhr |
| OHV Aurich              | 3L   | 22 : 29 (11 : 13) | 2L   | SV Post Schwerin    | 27.08.11, Sa. 19:00 Uhr |
| TSG Calbe               | 5L   | 22 : 31 (10 : 16) | 3L   | SC Magdeburg II     | 27.08.11, Sa. 19:00 Uhr |
| VfL Fredenbeck V        | 7L   | 21 : 47 (10 : 24) | 3L   | VfL Edewecht        | 27.08.11, Sa. 19:30 Uhr |
| VfL Eintracht Hagen     | 3L   | 27 : 28 (16 : 13) | 2L   | 1. VfL Potsdam      | 27.08.11, Sa. 19:30 Uhr |
| TV Emsdetten            | 2L   | 31 : 32 (16 : 16) | 2L   | TSV GWD Minden      | 27.08.11, Sa. 19:30 Uhr |
| TV Aldekerk             | OL   | 32 : 33 (18 : 22) | 3L   | HC Aschersleben     | 27.08.11, Sa. 20:00 Uhr |
| Dessau-Roßlauer HV 2006 | 3L   | 25 : 18 (13 : 10) | 3L   | TSV Altenholz       | 27.08.11, Sa. 20:30 Uhr |
| Ludwigsfelder HC        | OL   | 29 : 28 (16 : 14) | OL   | FC St. Pauli        | 28.08.11, So. 16:00 Uhr |

- Der Grünheider SV ist eine Runde weiter durch ein Freilos.

#### Süd
Die Spiele der 1. Runde Süd fanden vom 26. bis 28. August 2011 statt. Der Gewinner jeder Partie zog in die 2. Runde des DHB-Pokals 2012 ein.
| Heimmannschaft                    | Liga | Endergebnis       | Liga | Gastmannschaft               | Datum & Zeit            |
| --------------------------------- | ---- | ----------------- | ---- | ---------------------------- | ----------------------- |
| TuS Wermelskirchen                | 3L   | 24 : 31 (13 : 18) | 2L   | HSG Düsseldorf               | 26.08.11, Fr. 20:00 Uhr |
| DHC Rheinland                     | 2L   | 33 : 22 (17 : 07) | 3L   | HSG FrankfurtRheinMain       | 27.08.11, Sa. 16:00 Uhr |
| ESV Lok Pirna                     | 3L   | 33 : 26 (17 : 10) | 3L   | TSG Groß-Bieberau            | 27.08.11, Sa. 17:00 Uhr |
| LHV Hoyerswerda                   | 5L   | 23 : 32 (14 : 16) | 2L   | TSG Ludwigshafen-Friesenheim | 27.08.11, Sa. 17:30 Uhr |
| OSC Rheinhausen                   | 3L   | 27 : 34 (12 : 13) | 3L   | TuSpo Obernburg              | 27.08.11, Sa. 18:30 Uhr |
| TV Groß-Umstadt                   | 3L   | 31 : 35 (12 : 19) | 2L   | TV Korschenbroich            | 27.08.11, Sa. 19:00 Uhr |
| TSV Vellmar                       | OL   | 31 : 26 (16 : 14) | 3L   | SG H2Ku Herrenberg           | 27.08.11, Sa. 19:00 Uhr |
| Weidener TV                       | OL   | 20 : 29 (09 : 14) | 3L   | SG Köndringen/Teningen       | 27.08.11, Sa. 19:00 Uhr |
| TV Gelnhausen                     | OL   | 26 : 35 (14 : 14) | 3L   | EHV Aue                      | 27.08.11, Sa. 19:30 Uhr |
| TV Roßtal                         | 5L   | 21 : 37 (10 : 18) | OL   | VTZ Saarpfalz                | 27.08.11, Sa. 19:30 Uhr |
| TV Bittenfeld                     | 2L   | 28 : 26 (17 : 10) | 2L   | HC Erlangen                  | 27.08.11, Sa. 19:30 Uhr |
| Leichlinger TV                    | 3L   | 22 : 30 (11 : 16) | 2L   | TV 1893 Neuhausen            | 27.08.11, Sa. 19:30 Uhr |
| SG Leutershausen                  | 3L   | 37 : 32 (13 : 15) | 2L   | SG BBM Bietigheim            | 27.08.11, Sa. 20:00 Uhr |
| TSB Heilbronn-Horkheim            | 3L   | 31 : 24 (15 : 12) | 3L   | HSC 2000 Coburg              | 27.08.11, Sa. 20:00 Uhr |
| HSV Bad Blankenburg               | OL   | 29 : 33 (16 : 19) | 3L   | TuS Ferndorf                 | 28.08.11, So. 16:00 Uhr |
| HSG VfR/Eintracht Wiesbaden       | 5L   | 25 : 40 (11 : 18) | 2L   | ThSV Eisenach                | 28.08.11, So. 16:00 Uhr |
| TSG Germania Dossenheim           | 7L   | 18 : 32 (09 : 13) | OL   | TSV Heiningen 1892           | 28.08.11, So. 17:00 Uhr |
| HSG Dutenhofen/Münchholzhausen II | OL   | 30 : 23 (13 : 11) | 3L   | TSG Söflingen                | 28.08.11, So. 17:00 Uhr |
| HV Vallendar                      | OL   | 23 : 38 (11 : 18) | 2L   | HG Saarlouis                 | 28.08.11, So. 17:00 Uhr |
| SG RW Babenhausen                 | 5L   | 26 : 32 (15 : 14) | OL   | DJK Adler Königshof          | 28.08.11, So. 18:00 Uhr |
| SG Saulheim                       | OL   | 26 : 34 (14 : 17) | OL   | TuS Fürstenfeldbruck         | 28.08.11, So. 18:00 Uhr |

- Der VTV Mundenheim ist eine Runde weiter durch ein Freilos.

### 2. Runde
Die Auslosung der 2. Runde fand am 30. August 2011 statt.
Die Ligen der Teams entsprachen der Saison 2011/12.
Für die 2. Runde waren folgende Mannschaften qualifiziert:
| Bundesliga | 2. Bundesliga | 3. Liga | Oberliga |
| - HSV Hamburg - THW Kiel - Füchse Berlin - Rhein-Neckar Löwen - Frisch Auf Göppingen - SG Flensburg-Handewitt - SC Magdeburg - VfL Gummersbach - TBV Lemgo - TV Großwallstadt - HSG Wetzlar - TuS Nettelstedt-Lübbecke - MT Melsungen - TSV Hannover-Burgdorf - HBW Balingen-Weilstetten - Eintracht Hildesheim - Bergischer HC - TV Hüttenberg | - DHC Rheinland - TSG Ludwigshafen-Friesenheim - TSV GWD Minden - HSG Düsseldorf - TV Bittenfeld - VfL Bad Schwartau - 1. VfL Potsdam - TV Korschenbroich - HSG Nordhorn-Lingen - ThSV Eisenach - TUSEM Essen - TV 1893 Neuhausen - SV Post Schwerin - HC Empor Rostock - HG Saarlouis | Staffel Nord - SC Magdeburg II - Füchse Berlin II - HSG Tarp-Wanderup - VfL Fredenbeck - SV Beckdorf - Oranienburger HC Staffel Ost - Dessau-Roßlauer HV - EHV Aue - HC Aschersleben - ESV Lok Pirna - TV Jahn Duderstadt Staffel West - Wilhelmshavener HV - VfL Edewecht - TuS Ferndorf Staffel Süd - TuSpo Obernburg - SG Leutershausen - TSB Heilbronn-Horkheim - SG Köndringen/Teningen | Ostsee-Spree - Ludwigsfelder HC - Grünheider SV Rheinland-Pfalz/Saar - VTV Mundenheim - VTZ Saarpfalz Westfalen - HSG Gütersloh Hessen - HSG Dutenhofen/Münchholzhausen II - TSV Vellmar Baden-Württemberg - TSV Heiningen Niederrhein - DJK Adler Königshof Bayern - TuS Fürstenfeldbruck |

#### Nord
Die Spiele der 2. Runde Nord fanden am 20./21. September 2011 statt. Der Gewinner jeder Partie zog in die 3. Runde des DHB-Pokals 2012 ein.
| Heimmannschaft       | Liga | Endergebnis       | Liga | Gastmannschaft         | Datum & Zeit            |
| -------------------- | ---- | ----------------- | ---- | ---------------------- | ----------------------- |
| Oranienburger HC     | 3L   | 20 : 35 (14 : 16) | 2L   | TUSEM Essen            | 20.09.11, Di. 19:00 Uhr |
| 1. VfL Potsdam       | 2L   | 25 : 38 (08 : 23) | 1L   | Füchse Berlin          | 20.09.11, Di. 19:00 Uhr |
| Grünheider SV        | OL   | 18 : 43 (08 : 23) | 1L   | TuS N Lübbecke         | 20.09.11, Di. 19:30 Uhr |
| SC Magdeburg II      | 3L   | 23 : 36 (12 : 18) | 1L   | THW Kiel               | 20.09.11, Di. 19:30 Uhr |
| Ludwigsfelder HC     | OL   | 38 : 36 (14 : 14) | 3L   | VfL Fredenbeck         | 21.09.11, Mi. 19:00 Uhr |
| Füchse Berlin II     | 3L   | 26 : 17 (13 : 09) | 3L   | VfL Edewecht           | 21.09.11, Mi. 19:30 Uhr |
| HC Empor Rostock     | 2L   | 29 : 36 (13 : 15) | 1L   | TSV Hannover-Burgdorf  | 21.09.11, Mi. 19:30 Uhr |
| HSG Gütersloh        | OL   | 25 : 42 (12 : 25) | 1L   | HSV Hamburg            | 21.09.11, Mi. 19:30 Uhr |
| TSV GWD Minden       | 2L   | 28 : 38 (16 : 16) | 1L   | SG Flensburg-Handewitt | 21.09.11, Mi. 19:30 Uhr |
| HSG Nordhorn-Lingen  | 2L   | 41 : 30 (20 : 11) | 1L   | TBV Lemgo              | 21.09.11, Mi. 19:30 Uhr |
| Wilhelmshavener HV   | 3L   | 29 : 31 (11 : 13) | 2L   | VfL Bad Schwartau      | 21.09.11, Mi. 19:30 Uhr |
| TV Jahn Duderstadt   | 3L   | 30 : 31 (15 : 12) | 3L   | HC Aschersleben        | 21.09.11, Mi. 20:00 Uhr |
| HSG Tarp-Wanderup    | 3L   | 30 : 25 (16 : 15) | 2L   | SV Post Schwerin       | 21.09.11, Mi. 20:00 Uhr |
| Eintracht Hildesheim | 1L   | 25 : 29 (11 : 16) | 1L   | SC Magdeburg           | 21.09.11, Mi. 20:15 Uhr |

- Der Dessau-Roßlauer HV und der SV Beckdorf sind eine Runde weiter durch ein Freilos.

#### Süd
Die Spiele der 2. Runde Süd fanden am 20./21. September 2011 statt. Der Gewinner jeder Partie zog in die 3. Runde des DHB-Pokals 2012 ein.
| Heimmannschaft                    | Liga | Endergebnis       | Liga | Gastmannschaft               | Datum & Zeit            |
| --------------------------------- | ---- | ----------------- | ---- | ---------------------------- | ----------------------- |
| ESV Lok Pirna                     | 3L   | 27 : 37 (13 : 23) | 1L   | VfL Gummersbach              | 20.09.11, Di. 19:30 Uhr |
| TuS Fürstenfeldbruck              | OL   | 36 : 42 (15 : 18) | 2L   | TSG Ludwigshafen-Friesenheim | 20.09.11, Di. 19:30 Uhr |
| HSG Dudenhofen/Münchholzhausen II | OL   | 22 : 33 (09 : 15) | 1L   | HBW Balingen-Weilstetten     | 20.09.11, Di. 19:30 Uhr |
| ThSV Eisenach                     | 2L   | 27 : 34 (12 : 14) | 1L   | Frisch Auf Göppingen         | 20.09.11, Di. 20:00 Uhr |
| TV Großwallstadt                  | 1L   | 22 : 34 (10 : 16) | 1L   | Rhein-Neckar Löwen           | 20.09.11, Di. 20:15 Uhr |
| DJK Adler Königshof               | OL   | 28 : 32 (17 : 15) | 3L   | EHV Aue                      | 21.09.11, Mi. 19:30 Uhr |
| SG Leutershausen                  | 3L   | 38 : 29 (21 : 13) | 2L   | DHC Rheinland                | 21.09.11, Mi. 20:00 Uhr |
| TuS Ferndorf                      | 3L   | 38 : 27 (20 : 10) | OL   | VTV Mundenheim 1883          | 21.09.11, Mi. 20:00 Uhr |
| TV Korschenbroich                 | 2L   | 28 : 32 (10 : 16) | 1L   | MT Melsungen                 | 21.09.11, Mi. 20:00 Uhr |
| TV 1893 Neuhausen                 | 2L   | 28 : 25 (13 : 12) | 1L   | TV Hüttenberg                | 21.09.11, Mi. 20:00 Uhr |
| VTZ Saarpfalz                     | OL   | 26 : 43 (13 : 22) | 1L   | HSG Wetzlar                  | 21.09.11, Mi. 20:00 Uhr |
| TSV Heiningen                     | OL   | 20 : 40 (11 : 20) | 2L   | HSG Düsseldorf               | 21.09.11, Mi. 20:00 Uhr |
| TuSpo Obernburg                   | 3L   | 32 : 36 (17 : 18) | 2L   | TV Bittenfeld                | 21.09.11, Mi. 20:00 Uhr |
| TSG Heilbronn-Horkheim            | 3L   | 19 : 31 (08 : 18) | 1L   | Bergischer HC                | 21.09.11, Mi. 20:00 Uhr |
| SG Köndringen-Teningen            | 3L   | 24 : 31 (12 : 12) | 2L   | HG Saarlouis                 | 21.09.11, Mi. 20:00 Uhr |

- Der TSV Vellmar ist eine Runde weiter durch ein Freilos.

### 3. Runde
Die Auslosung der 3. Runde fand am 27. September 2011 statt.
Die Ligen der Teams entsprachen der Saison 2011/12.
Für die 3. Runde waren folgende Mannschaften qualifiziert:
| Bundesliga | 2. Bundesliga | 3. Liga | Oberliga                                             |
| - HSV Hamburg - THW Kiel - Füchse Berlin - Rhein-Neckar Löwen - Frisch Auf Göppingen - SG Flensburg-Handewitt - SC Magdeburg - VfL Gummersbach - HSG Wetzlar - TuS Nettelstedt-Lübbecke - MT Melsungen - TSV Hannover-Burgdorf - HBW Balingen-Weilstetten - Bergischer HC | - TSG Ludwigshafen-Friesenheim - HSG Düsseldorf - TV Bittenfeld - VfL Bad Schwartau - HSG Nordhorn-Lingen - TUSEM Essen - TV 1893 Neuhausen - HG Saarlouis | Staffel Nord - Füchse Berlin II - HSG Tarp-Wanderup - SV Beckdorf Staffel Ost - Dessau-Roßlauer HV - EHV Aue - HC Aschersleben Staffel West - TuS Ferndorf Staffel Süd - SG Leutershausen | Ostsee-Spree - Ludwigsfelder HC Hessen - TSV Vellmar |

Die Spiele der 3. Runde fanden am 25./26. Oktober 2011 statt. Der Gewinner jeder Partie zog in das Achtelfinale des DHB-Pokals 2012 ein.
| Heimmannschaft               | Liga | Endergebnis                 | Liga | Gastmannschaft           | Datum & Zeit            |
| ---------------------------- | ---- | --------------------------- | ---- | ------------------------ | ----------------------- |
| MT Melsungen                 | 1L   | 29 : 31 (27 : 27 ; 13 : 12) | 1L   | Rhein-Neckar Löwen       | 25.10.11, Di. 19:45 Uhr |
| HG Saarlouis                 | 2L   | 28 : 39 (12 : 18)           | 1L   | Füchse Berlin            | 25.10.11, Di. 20:00 Uhr |
| TuS Ferndorf                 | 3L   | 20 : 29 (10 : 16)           | 1L   | VfL Gummersbach          | 25.10.11, Di. 20:00 Uhr |
| HSG Tarp-Wanderup            | 3L   | 31 : 33 (17 : 16)           | 2L   | TV 1893 Neuhausen        | 25.10.11, Di. 20:00 Uhr |
| SV Beckdorf                  | 3L   | 31 : 41 (16 : 23)           | 2L   | TV Bittenfeld            | 25.10.11, Di. 20:00 Uhr |
| THW Kiel                     | 1L   | 28 : 19 (16 : 10)           | 1L   | SC Magdeburg             | 25.10.11, Di. 20:15 Uhr |
| HSG Wetzlar                  | 1L   | 27 : 29 (25 : 25 ; 12 : 13) | 1L   | SG Flensburg-Handewitt   | 25.10.11, Di. 20:15 Uhr |
| Ludwigsfelder HC             | OL   | 25 : 42 (13 : 22)           | 3L   | EHV Aue                  | 26.10.11, Mi. 19:00 Uhr |
| HBW Balingen-Weilstetten     | 1L   | 20 : 32 (08 : 16)           | 1L   | HSV Hamburg              | 26.10.11, Mi. 19:30 Uhr |
| HSG Düsseldorf               | 2L   | 32 : 34 (13 : 15)           | 1L   | TuS Nettelstedt-Lübbecke | 26.10.11, Mi. 19:30 Uhr |
| Dessau-Roßlauer HV           | 3L   | 20 : 35 (09 : 15)           | 1L   | TSV Hannover-Burgdorf    | 26.10.11, Mi. 19:30 Uhr |
| TSV Vellmar                  | OL   | 19 : 39 (07 : 17)           | 1L   | Frisch Auf Göppingen     | 26.10.11, Mi. 19:30 Uhr |
| HSG Nordhorn-Lingen          | 2L   | 27 : 26 (14 : 11)           | 2L   | TUSEM Essen              | 26.10.11, Mi. 19:30 Uhr |
| HC Aschersleben              | 3L   | 23 : 32 (09 : 16)           | 2L   | VfL Bad Schwartau        | 26.10.11, Mi. 19:30 Uhr |
| SG Leutershausen             | 3L   | 32 : 26 (15 : 09)           | 3L   | Füchse Berlin II         | 26.10.11, Mi. 19:30 Uhr |
| TSG Ludwigshafen-Friesenheim | 2L   | 33 : 27 (20 : 14)           | 1L   | Bergischer HC            | 26.10.11, Mi. 20:00 Uhr |

### Achtelfinale
Die Auslosung des Achtelfinales fand am 30. Oktober 2011 statt.
Die Ligen der Teams entsprachen der Saison 2011/12.
Für das Achtelfinale waren folgende Mannschaften qualifiziert:
| Bundesliga | 2. Bundesliga                                                                                                | 3. Liga                                              |
| - HSV Hamburg - THW Kiel - Füchse Berlin - Rhein-Neckar Löwen - Frisch Auf Göppingen - SG Flensburg-Handewitt - VfL Gummersbach - TuS Nettelstedt-Lübbecke - TSV Hannover-Burgdorf | - TSG Ludwigshafen-Friesenheim - TV Bittenfeld - VfL Bad Schwartau - HSG Nordhorn-Lingen - TV 1893 Neuhausen | Staffel Ost - EHV Aue Staffel Süd - SG Leutershausen |

Die Spiele des Achtelfinales fanden am 6./13./14. Dezember 2011 statt. Der Gewinner jeder Partie zog in das Viertelfinale des DHB-Pokals 2012 ein.
| Heimmannschaft      | Liga | Endergebnis                 | Liga | Gastmannschaft         | Datum & Zeit            |
| ------------------- | ---- | --------------------------- | ---- | ---------------------- | ----------------------- |
| TV Bittenfeld       | 2L   | 27 : 29 (10 : 15)           | 3L   | EHV Aue                | 06.12.11, Di. 20:00 Uhr |
| SG Leutershausen    | 3L   | 26 : 33 (13 : 16)           | 1L   | TuS N-Lübbecke         | 13.12.11, Di. 19:30 Uhr |
| HSG Nordhorn-Lingen | 2L   | 25 : 28 (14 : 15)           | 1L   | VfL Gummersbach        | 13.12.11, Di. 20:15 Uhr |
| Füchse Berlin       | 1L   | 28 : 39 (14 : 17)           | 1L   | THW Kiel               | 14.12.11, Mi. 19:00 Uhr |
| VfL Bad Schwartau   | 2L   | 22 : 35 (08 : 16)           | 1L   | SG Flensburg-Handewitt | 14.12.11, Mi. 19:30 Uhr |
| TSG Friesenheim     | 2L   | 25 : 34 (12 : 17)           | 1L   | TSV Hannover-Burgdorf  | 14.12.11, Mi. 20:00 Uhr |
| TV 1893 Neuhausen   | 2L   | 32 : 30 (26 : 26 ; 12 : 15) | 1L   | Frisch Auf Göppingen   | 14.12.11, Mi. 20:00 Uhr |
| Rhein-Neckar Löwen  | 1L   | 32 : 33 (28 : 28 ; 14 : 12) | 1L   | HSV Hamburg            | 14.12.11, Mi. 20:45 Uhr |

### Viertelfinale
Die Auslosung des Viertelfinales fand am 17. Dezember 2011 statt.
Die Ligen der Teams entsprachen der Saison 2011/12.
Für das Viertelfinale waren folgende Mannschaften qualifiziert:
| Bundesliga | 2. Bundesliga       | 3. Liga               |
| - HSV Hamburg - THW Kiel - SG Flensburg-Handewitt - VfL Gummersbach - TuS Nettelstedt-Lübbecke - TSV Hannover-Burgdorf | - TV 1893 Neuhausen | Staffel Ost - EHV Aue |

Die Spiele des Viertelfinales fanden am 28./29. Februar 2012 statt. Der Gewinner jeder Partie zog in das Final Four des DHB-Pokals 2012 ein.
| Heimmannschaft           | Liga | Endergebnis       | Liga | Gastmannschaft    | Datum & Zeit            |
| ------------------------ | ---- | ----------------- | ---- | ----------------- | ----------------------- |
| TuS Nettelstedt-Lübbecke | 1L   | 28 : 25 (11 : 12) | 1L   | VfL Gummersbach   | 28.02.12, Di. 20:00 Uhr |
| SG Flensburg-Handewitt   | 1L   | 28 : 22 (15 : 10) | 2L   | TV 1893 Neuhausen | 28.02.12, Di. 20:15 Uhr |
| TSV Hannover-Burgdorf    | 1L   | 29 : 34 (14 : 15) | 1L   | THW Kiel          | 28.02.12, Di. 20:45 Uhr |
| EHV Aue                  | 3L   | 27 : 36 (14 : 18) | 1L   | HSV Hamburg       | 29.02.12, Mi. 20:15 Uhr |

## Final Four

### Halbfinale
Die Auslosung der Halbfinals fand am 1. März 2012 um 14:00 Uhr statt.
Für das Halbfinale waren folgende Mannschaften qualifiziert:
| 1. Bundesliga                                                                |
| - HSV Hamburg - THW Kiel - SG Flensburg-Handewitt - TuS Nettelstedt-Lübbecke |

Die Spiele des Halbfinales fanden am 5. Mai 2012 statt. Der Gewinner jeder Partie zog in das Finale des DHB-Pokals 2012 ein.
| Heimmannschaft         | Endergebnis       | Gastmannschaft           | Datum & Zeit            |
| ---------------------- | ----------------- | ------------------------ | ----------------------- |
| HSV Hamburg            | 25 : 27 (13 : 15) | THW Kiel                 | 05.05.12, Sa. 15:00 Uhr |
| SG Flensburg-Handewitt | 29 : 24 (15 : 11) | TuS Nettelstedt-Lübbecke | 05.05.12, Sa. 18:00 Uhr |

1. Halbfinale

5. Mai 2012 in Hamburg, O2 World, 15:00 Uhr, 13.056 Zuschauer
HSV Hamburg: Đorđić, Beutler – Lindberg  (10/6), Hens (4), Duvnjak (3), Kraus (2), Vori   (2), Jansen   (1), Lacković (1), Flohr (1), Lijewski (1), Schröder, G. Gille  , Vugrinec
THW Kiel: Omeyer, Palicka – Ilić (6/3), Jícha (5/1), Andersson  (4), Narcisse (4), Lundström  (3), Ahlm   (3), Sprenger (2), Kubeš, Reichmann, Zeitz, Pálmarsson, Klein
Schiedsrichter: Lars Geipel & Marcus Helbig
2. Halbfinale

5. Mai 2012 in Hamburg, O2 World, 18:00 Uhr, 13.056 Zuschauer
SG Flensburg-Handewitt: Andersson, Rasmussen – Eggert (7/6), Mogensen (5), Svan Hansen (5), Mocsai (3), Kaufmann (3), Đorđić  (2), Szilágyi (2), Knudsen  (2), Karlsson  , Dibbert, Heinl
TuS Nettelstedt-Lübbecke: Blažičko, Quenstedt – Tłuczyński (7/6), Schröder  (6), Petersson (4), Løke  (2), Niemeyer (2), Remer (2), Vuković  (1), Gustafsson     , Siódmiak  , Svensson
Schiedsrichter: Andreas Pritschow & Marcus Pritschow

### Finale
Das Finale fand am 6. Mai 2012 statt. Der Gewinner der Partie war Sieger des DHB-Pokals 2012.
| Mannschaft 1 | Endergebnis       | Mannschaft 2           | Datum & Zeit            |
| ------------ | ----------------- | ---------------------- | ----------------------- |
| THW Kiel     | 33 : 31 (15 : 15) | SG Flensburg-Handewitt | 06.05.12, So. 16:00 Uhr |

6. Mai 2012 in Hamburg, O2 World, 16:00 Uhr, 13.056 Zuschauer
THW Kiel: Omeyer, Palicka – Jícha (11/7), Andersson  (7), Narcisse (7), Klein (5), Ilić  (2), Ahlm  (1), Lundström, Sprenger  , Kubeš, Reichmann, Zeitz, Pálmarsson
SG Flensburg-Handewitt: Andersson, Rasmussen – Eggert (9/2), Knudsen (5), Mogensen (4), Svan Hansen  (3), Đorđić (3), Szilágyi  (3), Kaufmann (3), Mocsai (1), Karlsson  , Dibbert, Heinl 
Schiedsrichter: Ralf Damian & Frank Wenz